# Todd Phillips
Todd Phillips (født 20. december 1970) er en amerikansk filminstruktør og manuskriptforfatter, der bl.a. har stået bag succesrige komediefilm som Old School, Starsky & Hutch, Tømmermænd i Vegas og Tømmermænd i Vegas 2.

## Filmografi i udvalg
- Old School (2003)
- Starsky & Hutch (2004)
- School for Scoundrels (2006)
- Borat: Cultural Learnings of America for Make Benefit Glorious Nation of Kazakhstan (2006), manuskriptforfatter
- Tømmermænd i Vegas (2009)
- Due Date (2010)
- Tømmermænd i Thailand (2011)
- Joker (2019)